# Pharsoreichertella stackelbergi
Pharsoreichertella stackelbergi is een muggensoort uit de familie van de Scatopsidae. De wetenschappelijke naam van de soort is voor het eerst geldig gepubliceerd in 2000 door Krivosheina.